# Amalopota mcateei
Amalopota mcateei är en insektsart som beskrevs av Dozier 1928. Amalopota mcateei ingår i släktet Amalopota och familjen Derbidae. Inga underarter finns listade i Catalogue of Life.